# Thorney, Cambridgeshire
Thorney är en by och civil parish i Peterborough i Cambridgeshire i England. Orten har 2 401 invånare (2011).